# グラマースクール
グラマースクール（英: grammar school）は、イギリスおよび英語を主要言語とする国の教育史において数種類ある学校のうちの1つである。現在この学校は中等教育を形成している。文法学校（ぶんぽうがっこう）ともいう。
中世におけるグラマースクールの本来の目的はラテン語を教えることにあったが、そのうちカリキュラムが拡大し、まず古代ギリシャ語や時にはヘブライ語、後に英語や他の欧州の言語を、そして同様に自然科学や数学、歴史、地理学などの科目も教えるようになった。ビクトリア時代の後半、異なる教育制度を発展させたスコットランドを除くイギリスの各地で、グラマースクールは中等教育を施すために再編成された。こうしたグラマースクールはイギリスの統治領でも設立され、各地でそれぞれ違う形に発展していった。
1940年代半ばから1960年代後半にかけて、グラマースクールはイングランドとウェールズで三分岐型教育制度からなる公立中等教育の選択肢の1つとなり、北アイルランドでは継続している。1960年代から1970年代の非選択制のコンプリヘンシブ・スクール（総合制中等学校）へ移行すると、一部のグラマースクールは完全に独立し有償化したが、ほとんどの学校は廃止されるかコンプリヘンシブ・スクールになった。いずれの場合も多くの学校では校名に「グラマースクール」が残った。イングランドの一部の地域では、三分岐教育制度を維持しており、総合学校化された地域にも少数ではあるがグラマースクールが残っている。現存するグラマースクールには16世紀以前にその歴史を辿れるものも存在する。

## 初期のグラマースクール
中世以来、グラマースクールはラテン語（後に他の古典語）を教える学校であった。Scolae grammaticales という用語は14世紀までは広く使われていなかったものの、こうした学校の最古のものはカンタベリーのキングズ・スクール（597年創立）やロチェスターのキングズ・スクール（604年）などのように6世紀から見られた。
こうした学校は教会の言語であるラテン語を将来神父や僧侶になる者へ教えるため、大聖堂や修道院に付属していた。音楽や典礼用の韻律詩、教会暦のための天文学や数学、教会運営のための法律などの科目は必要に応じて加えられた。

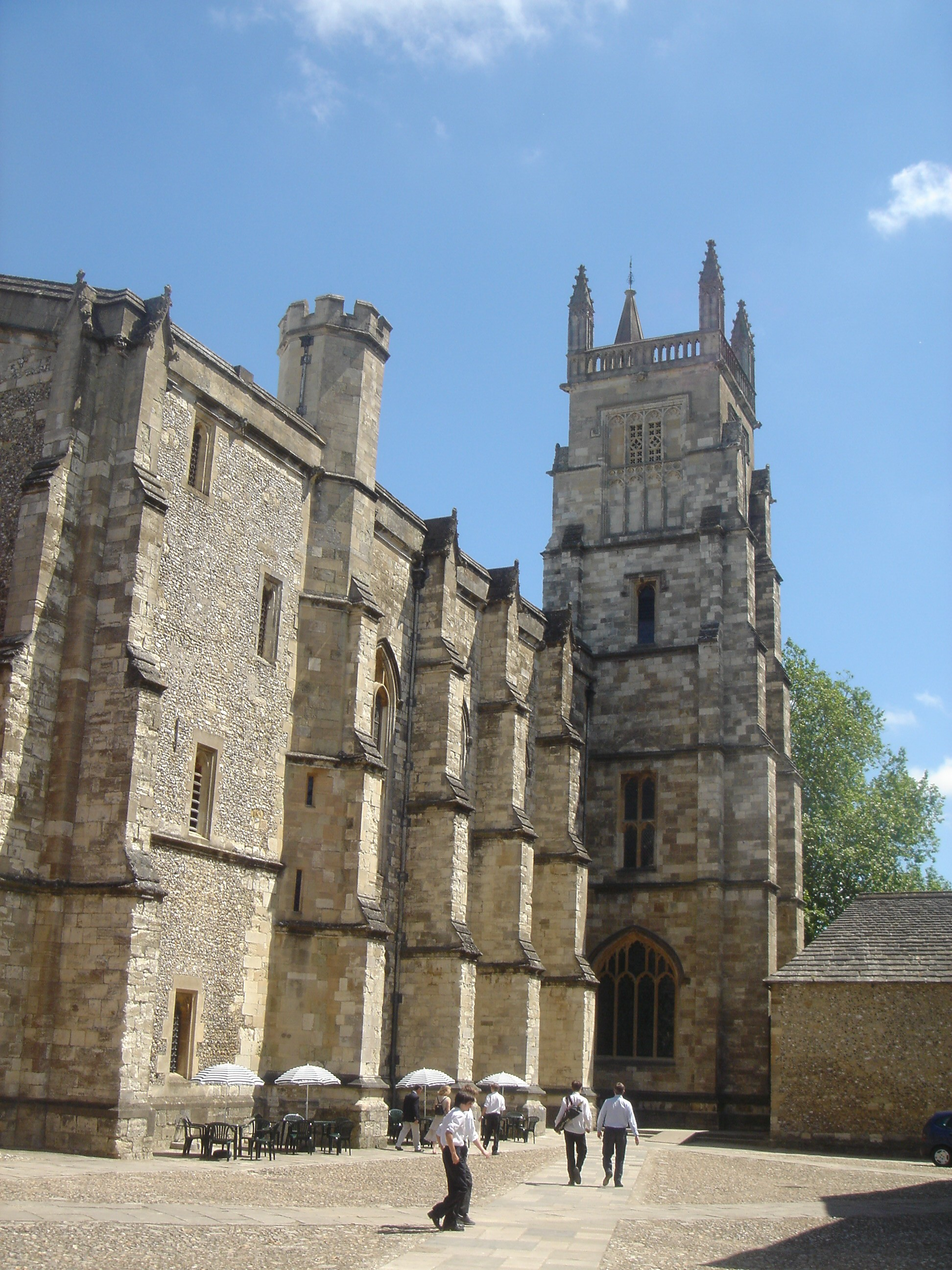
ウィンチェスターカレッジの礼拝堂

12世紀後半における古代の大学の創設以来、ラテン語が三学の基盤とみなされるようになると、グラマースクールはリベラル・アーツ教育の入口となった。生徒は通常14歳になり次第グラマースクールで教育を受け、次に大学や教会を目指したと考えられる。ウィンチェスター・カレッジ（1382年）やイートン・カレッジ（1440年）など、教会から独立した最初のグラマースクールは大学と密接な関係にあり、また寄宿学校も国民的なものになっていった。
これとは対照的に中世の自治体が創設した初期グラマースクールの例がブリッジノースが1503年に創立したブリッジノース・グラマースクールである。
16世紀のイングランドの宗教改革でほとんどの大聖堂付属の学校は閉鎖され、修道院解散による資金で新たに創設された学校に置き換わった。例えばウェールズに現存する最も古いブレコンのクライストカレッジ（1541年創立）やバンガーのフリアーズ・スクール（1557年創立）は、ドミニコ会修道院の跡地に建てられた。エドワード6世は治世に多くの学校に出資しグラマースクールの重要な出資者になり、ジェームズ1世はアーマーのロイヤル・スクールを始めとしてアルスターに多くの「ロイヤル・スクール」を創立した。理論的にはこうした学校は全ての人に開かれ、学費の払えない生徒は免除されることになっていた。しかし貧しい子供の大多数は、彼らの労働が家族にとって経済的価値が高かったために入学できなかった。
スコットランドの宗教改革では、グラスゴー大聖堂聖歌学校（1124年創立）やエジンバラ教会グラマースクール（1128年）といった学校の管理は教会からバラの評議会に移り、バラは新たな学校も創設した。
宗教改革後は聖書を学ぶことがますます重要視されるようになり、多くの学校はギリシャ語と（場合によっては）ヘブライ語を科目に加えた。両言語の教育は、それらがラテン語系ではないことや、精通した教師の不足が妨げとなった。
16世紀から17世紀にかけてグラマースクールの設立は、例えばティヴァートンの裕福な商人ピーター・ブランデルが1604年に創立したブランデル・スクールのように貴族や富裕な商人、ギルドによる公共の慈善事業になった。現存するこれらの学校の多くで毎年恒例の行事として「創設者記念日」が祝われている。通常は寄付により地元の少年にラテン語、時としてギリシャ語を教える師匠の賃金を賄うことで授業料を無償化した。
日の出から日没までの授業内容は、主にラテン語の丸暗記であった。流暢に操れるようになるために校長によっては英語で話す生徒に対する罰を推奨することもあった。生徒が文章を作成できるになるまでに数年かかり、翻訳を始めるのは学校の最終学年だったであろうが、修了するまでには偉大なラテン語の作家、劇、修辞学に完全に慣れ親しむようになった。初歩的な計算能力や手書きのような技術は軽視され、余った時間に習うか、巡回する公証人のような専門家を教師として教えられた。
1755年、サミュエル・ジョンソンの『辞書』では、グラマースクールを「文法的な教授法で言語を学ぶ学校」と位置付けた。
しかしこの時期までにこうした言語に対する需要は大きく減少していた。新たな商業階級は、現代の言語と商業科目を必要としていた18世紀に創立されたグラマースクールのほとんどは、計算と英語も教えた。.。スコットランドではバラの評議会が学校のカリキュラムを更新したため、もはやグラマースクールはスコットランドには存在せず、アバディーン・グラマースクールのように名を残すのみである。
イングランドでは商業カリキュラムを求める都市の中産階級の圧力は、しばしば新入生から学費を徴収する学校の管財人に支持されたが、従来の基金の後援を受ける校長の抵抗を受けた。1774年マックルスフィールド・グラマースクール法や1788年ボルトン・グラマースクール法のような特別な議会法によって制定法を変更できた学校はほとんど無かった。リーズ・グラマースクールの管財人と校長の間のこうした対立は大法官庁裁判所の著名な訴訟を引き起こした。10年後、当時の大法官エルドン卿は、1805年に「基金の本質をかように変える権限はなく、ギリシャ語とラテン語を教えることを目的とした学校にドイツ語やフランス語、数学、そしてギリシャ語とラテン語以外の何であれ学ぼうとする学生を充ててはならない」と判決した。彼は一部の科目を古典的な中核となる科目に加えることが可能とした妥協案を示したが、この裁定はイングランド中のグラマースクールに限定的な先例を与えた。グラマースクールはついに終末を迎えたように思われた。

## ヴィクトリア朝のグラマースクール
19世紀、基金立学校法により結果的にグラマースクールの改革が起こった。グラマースクールは文学的、科学的なカリキュラムに従いながら、同時にしばしば古典的な科目を保った学究的志向の中等学校として再発見された。1840年のグラマースクール法により、グラマースクールの収入を古典的な言語の教育以外に当てることが合法となったが、変更には依然として校長の同意を必要とした。とかくするうちに国内の学校はトーマス・アーノルドが行なったラグビー校の改革に則って再編成し、鉄道の普及によりマールボロ・カレッジ（1843年）のように広範なカリキュラムを教える新たな寄宿学校ができた。大学入学を目標とする最初の女子校は、ノース・ロンドン・コレッジット・スクール（1850年）と1858年にドロシー・ビールが校長に任命されたチェルトナム・レディーズ・カレッジだった。
1868年パブリック・スクール法により主要なパブリックスクール9校を改革したクラレンドン委員会をモデルに、基金立グラマースクール782校を審査するためのトーントン委員会（Taunton Commission）が設けられた。委員会は学校の分布が現在の人口と一致しておらず、設備にも大いにばらつきがあり、とりわけ女子向けの設備が限られていると報告した。委員会の目的は、現在の目的に合わせてこうした基金立学校を近代的要請に沿うように改革することで、全国的な中等教育システムを作ることであった。その結果、1869年基金立学校法が制定され、個々の学校の基金に関し広範な権限を持つ基金立学校委員会を創設した。委員会は「ノーサンバーランドの男子校をコーンウォールの女子校に変更できる」と言われた。イングランドとウェールズ全域で少年に古典的な授業を無償で提供する基金立学校は、有償で少年や少女に広範なカリキュラムを教える学校として（一部は競争的な奨学金付きで）作り変えられた。
ヴィクトリア朝時代はセルフヘルプの重要性が強調され、子供たちにきちんとした教育を受けさせようとする両親らは、古典的なコアカリキュラムを残しつつも現代的なカリキュラムのある新たな学校の創設を組織した。こうした新たな学校は、偉大なパブリックスクールのカリキュラムや精神、野心をまねる傾向があり、歴史的な理由から「グラマースクール」の名をつけることもしばしばあった。古い男子グラマースクールのある町に創立された女子グラマースクールは「ハイスクール」と命名されることもよくあった。
1907年教育法により、助成金を受ける全ての中等学校は、公立小学校出身の生徒のために返還義務のない奨学金の最低25%を提供することを義務付けられた。このようにしてグラマースクールは1944年までイングランドとウェールズの様々な教育制度の一翼を担うことになった。

## 三分岐型教育制度におけるグラマースクール
詳細は三分岐型教育制度を参照。
1944年教育法は、イングランドとウェールズの公立中等教育を初めて創設し、1947年北アイルランド教育法に反映された。三分岐型の教育制度を形成する3種の学校の1つが、グラマースクールと呼ばれ、現存するグラマースクールの学術面の精神を広めることが求められた。グラマースクールはイレブンプラス で選ばれた生徒のうち最も知的能力を有する25%を対象にカリキュラムを教えることを意図した。

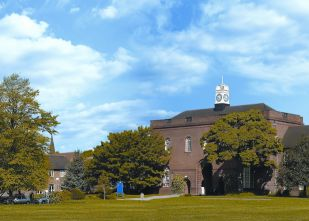
直接助成グラマースクールで最も有名なマンチェスター・グラマースクール。

2種類のグラマースクールがこの制度の下で存在した。
- 完全な公立として「維持された」グラマースクール1,200校余りがあった。かなり古くからある学校もあったが、ほとんどはヴィクトリア時代新たに創立、建設された学校で、古くからあるグラマースクールに見られた勉強熱心さと向上心のある雰囲気を再現しようとしたものであった。
- 直接助成グラマースクール（英語版）もまた179校あり、生徒の4分の1から2分の1が国の制度から、残りの生徒は親が授業料を支払った。これらの学校もまた、地方自治体からは相当に自由であり、校長会議の会員であった。こうした学校には非常に古い学校が何校かあり、三分岐型教育制度に参加することが奨励された。直接助成グラマースクールで最も有名な例は、三分岐型教育制度の最も率直な支持者のひとりであるジェームズ・ラスホルム卿（英語版）を校長とするマンチェスター・グラマースクール（英語版）だった。

グラマースクールの生徒は、国の制度下で教育を受ける児童・生徒の誰よりも最高の機会が与えられた。当初は学校修了証)や高等学校修了証を取得するために勉強したが、それらは1951年に一般教育修了普通レベル（Oレベル）や一般教育修了上級レベル（Aレベル）における一般教育証明試験に置き換えられた。対照的に、中等モダンスクールでは、1960年代に学術度の低い中等教育修了証（CSEとして知られる）が導入されるまで公的な試験を受ける生徒はほとんどいなかった。1960年代にロビンズ報告が実施されるまで、パブリックスクールやグラマースクール出身の子供たちが事実上大学の入学機会を独占した。こうした学校はオックスブリッジへの競争入試を受けるための臨時学級を提供する唯一の学校でもあった。
三分岐型教育制度は1965年の通達や1976年教育法とともに1965年にイングランドとウェールズの大部分で廃止された。国費で維持されたグラマースクールのほとんどは、近隣にコンプリヘンシブ・スクールを組織するために複数の地元の学校と合併したが、数校は閉学した。この移行過程はウェールズで急速に進み、カウブリッジ・グラマースクールのような学校は閉鎖された。イングランドではカウンティやインデペンデント・スクールが組織改編に抵抗したため、一様に実施されたわけではなかった。
1975年の直接助成グラマースクールに関する規程（助成中止）により、こうした学校は地元の当局の管理下で総合学校化するか学費で収入を賄うインデペンデント・スクールになるか選択を迫られた。51校が総合学校化し、119校がインデペンデント・スクールとなり、5校が「制度の受け入れを拒否し独立あるいは閉校した」。このように、多くの学校は「グラマー」を冠しながら最早自由ではなかった。これらの学校は通常は入学試験で、時には面接で生徒を選抜した。
1980年代の終わりまでにウェールズのグラマースクール全てとイングランドのほとんどの学校が閉校するか総合学校化し、同時期にスコットランドでグラマースクールは公立学校から除外された。かつてグラマースクールだった学校の多くが選抜制を止めたものの、何校かは校名に「グラマー」を残した。これらのほとんどはコンペンシブ・スクールのままであるが、1990年代に数校が一部選抜制か完全な選抜制になった。

## イギリスのグラマースクールの現状
今日「グラマースクール」は広くイングランドと北アイルランドの完全選抜制の国立学校の1つを指す言葉になっている。

### イングランド：選択の島
詳細はイングランドのグラマースクール一覧を参照。
1995年の労働党大会で、当時の教育報道官デビッド・ブランケットは、労働党政権下で選抜を行わないと約束した。しかしながら労働党の1997年の選挙向けマニフェストでは「グラマースクールの入学政策に関する変更は、地域の親により決定される」と約束した。労働党政権下で1998年学校の水準と枠組みに関する法律に基づき、グラマースクールは初めて行政委任立法により位置付けられることになった。同法は地域社会は学校での選考を終わらせるための住民投票を請願する署名の手順も定義した。。請願はいくつかの地域で始められたが、投票を実施するのに必要な、資格を有する親の20%の署名を集めた地域は1カ所だけだった。したがって、これまで行われた唯一の投票は2000年のリポン・グラマースクールであるが、親は2対1で変革を退けた。これらの取り決めは選抜に関する教育特別委員会（Select Committee for Education）から無駄で時間と資源の浪費と非難された。

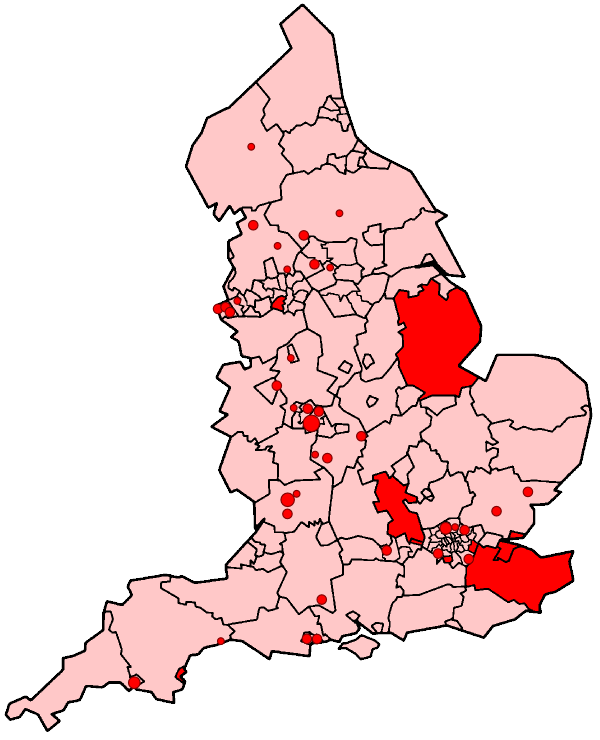
1998年の教育（グラマースクール投票）規定により明らかにされたグラマースクールの地域とグループ。地方教育当局（LEA）は塗りつぶされた箇所をグラマースクールのある地域、円で示される箇所を孤立あるいは隣接するグラマースクールの一団とみなした。

まだ国立のグラマースクールが164校存在している。三分岐型教育制度に則り正式なグラマースクール制度を維持しているのは数校である。こうした地域では、もっぱらグラマースクール教育の為に適当とみなされた一部の子供（約25%）を確認するためにイレブンプラスを用いている。グラマースクールに適合する入学志願者が多すぎる場合は、兄弟姉妹や距離、信仰などの基準が選考に用いられる。こうした制度は、依然としてバッキンガムシャー、ラグビー、ウォーウィックシャーのストラットフォード地区、ウィルトシャーのソールズベリー地区、グラウセスターシャーのストラウド、リンカーンシャーとケント、メドウェイのほとんどの地区にある。
大都市圏のうちトラフォードとウィラルのほとんどの地域が選択制である。
他の地域においてグラマースクールは主に非常に高度な選択制の学校として存続し続けているが、それ以外の場合アウター・ロンドンの行政区のように包括的な行政区に見られる。いくつかの地方教育当局（LEA）は11歳の2%程度がグラマースクールに通学できるものとしている。こうした学校はしばしば応募者が定員を大幅に上回ることがあり、入学試験の成績順に入学者を表彰している。
主要政党のどこからもこれ以上の急進的な改革は提案されていない。左翼の多くは選択的な学校があることが総合的な構造の土台を壊すと主張し、労働党政権は地域の動きにグラマースクールに関する決定を委ねたが、何の変化も起こっていない。更に政府の教育政策は、スペシャリスト・スクール、アドバンスド・スクール（advanced schools）、ビーコン・スクールや、教育の基準を引き上げる方法として提案された同様の構想により、中等教育にある種のヒエラルキーの存在を受け入れているようである。多くのグラマースクールがこのプログラムに取り上げられており、より低い段階の選抜がスペシャリストスクールで認められている。
保守党員の多くはグラマースクールの拡大に対して支持を表明しているが、2006年以降党の政策としてバッキンガムシャーやケントのように完全な選抜制を行なっている地域で人口の増加に対処する場合を除き、新たなグラマースクールを建設しない方針である。影の教育大臣デビッド・ウィレッツは、中産階級の両親は子供受験に現在多額の投資をしているため、グラマースクールはもはや貧困の経歴を持つ才能ある子供に学習の機会を提供していないと主張した。

### 北アイルランド：選択型の拡大
詳細は北アイルランドのグラマースクール一覧を参照。

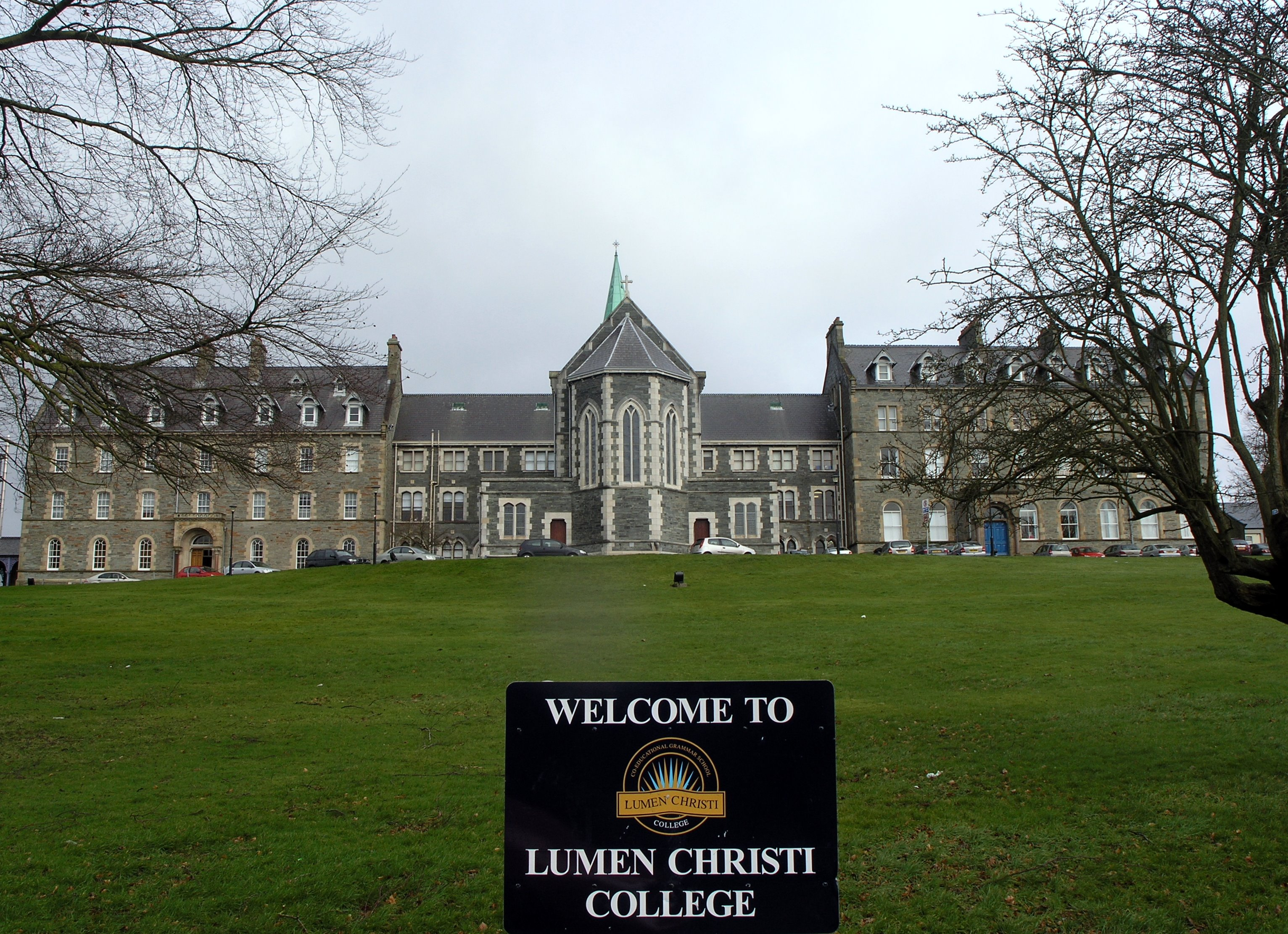
デリーのルメンクリスティカレッジ

イングランドのその他の地域として、総合型へ移行する試みは北アイルランドの行政のにより遅れている。その結果、北アイルランドは現在でもグラマースクールを維持しており、ほとんどの生徒がイレブンプラスで入学する。
1989年の改正による「自由入学方式」以降、こうした学校はイングランドとは異なり収容能力を引き上げる義務があり、定員数は増加している。
2006年までにグラマースクール69校が転校してきた未成年者の42%を収容しているが、全ての転校生をこれらの一群の上位30%の中から受け入れているのは7校だけである。
イレブンプラスは長く論争の的になっていて、北アイルランドの政党は反対の姿勢を取ってきた。連合主義者は11歳で成績による選抜を受けるグラマースクールを維持する方向へ傾きがちであるが、統一主義者はイレブンプラスを廃止の方向に傾いている。民主統一党は2006年10月のセントアンドルーズ合意の一環として州のグラマースクールの存続を保証すると主張している。対照的にシン・フェイン党はイレブンプラスの廃止と、それに続くであろういかなる制度を拒否する権利を確保したと主張している。
最新のイレブンプラスは2009年入学に向けて2008年に行われた。新たに転科できるのは14歳であるが、この時点より先は学校は専門化し、グラマースクールが未来に果たす役割が提供されると考えられる。
しかしグラマースクール25校の協議会は2009年度共通入学試験を行うことを目指し、カトリック系学校の頂点に位置するルーメン・クリスティ・カレッジも、独自の試験を行うことを計画している。。

## イギリス以外のグラマースクール
グラマースクールはイギリス領の様々なところで創立され、それぞれの領土の独立以降異なる発展を遂げている。

### オーストラリア
19世紀半ば、オーストラリアの植民地には富裕層が息子をイギリスの学校に送るために私立学校が創立された。この学校はイングランドのパブリックスクールに刺激を受けたものだったが、「グラマースクール」と名乗ることも珍しくなかった。
初期の例にローンセストンチャーチ・グラマースクール（1846年）、パルトニー・グラマースクール（1847年）、ジーロング・グラマースクール（1855年）がある。宗教に関係のないシドニー・グラマースクール（1857年）やクイーンズランド州のグラマースクールを除けば、19世紀に創立されたグラマースクールは全てイングランド国教会（現在のオーストラリア聖公会）に付属していた。クイーンズランドでは1860年グラマースクール法により州が支援する宗教に関係のないグラマースクールの設立を規定した。10校が設立され、8校が今なお存続している
女子のためのオーストラリア最初のグラマースクールは、ブリスベン・女子グラマースクール（1875年）で、まもなく他にも創立された。
1920年代、ビクトリア連合グラマースクールの会員を含む他の宗派のグラマースクールが創立され、この傾向は現在も続いている。今日グラマースクールという用語はクイーンズランド法令でのみ定義されている。オーストラリアにおいて「グラマースクール」は全国的に学費のかかる私立学校であり、現代のイングランドのグラマースクールに相当するのは、セレクティブスクールである。

### カナダ
オンタリオ州では1870年までグラマースクールは中等教育学校に属していた。

### 香港
香港ではグラマースクールは主に職業科目ではなく、伝統的なカリキュラムを提供する中等教育学校である。

### アイルランド共和国
アイルランドにおいて、教育は伝統的に宗派ごとに編成されている。イギリスのそれに則ったグラマースクールが、アイルランド聖公会によって設立され、1871年の政教分離により廃止されるまであった。何校かは主にプロテスタントの学生を対象とする私立学校として残っている。アイルランド国内におけるプロテスタント人口のほとんどが散在している性質を考慮して、授業料が必要で寄宿生を収容することもしばしばである。このような学校がバンドン、ドロヘダ（1956年以降はクエーカーにより運営されている）、ダンドーク スライゴにある。その他に多くの有料学校があったが、それらは教育大臣ドノウ・オマリーが1967年9月に導入した国営の大規模な地域学校や地域短期学校、総合制中等学校に併合された。例としてはアシュトン総合学校に置き換えられた、コーク・グラマースクールがある。

### シンガポール共和国
シンガポールがイギリスの植民地だった時、イギリス人宣教師がラッフルズ学園、ラッフルズ女子学校、カノッシアン・スクール、アングロ・チャイニーズ・スクールやメソジスト・ガールズ・スクールのような名門グラマースクール創立した。1965年に独立すると、このような学校は全て統一された国立学校制度に統合されたが、多くは後に私立学校になるか独立採算制の学校になった。

### アメリカ合衆国

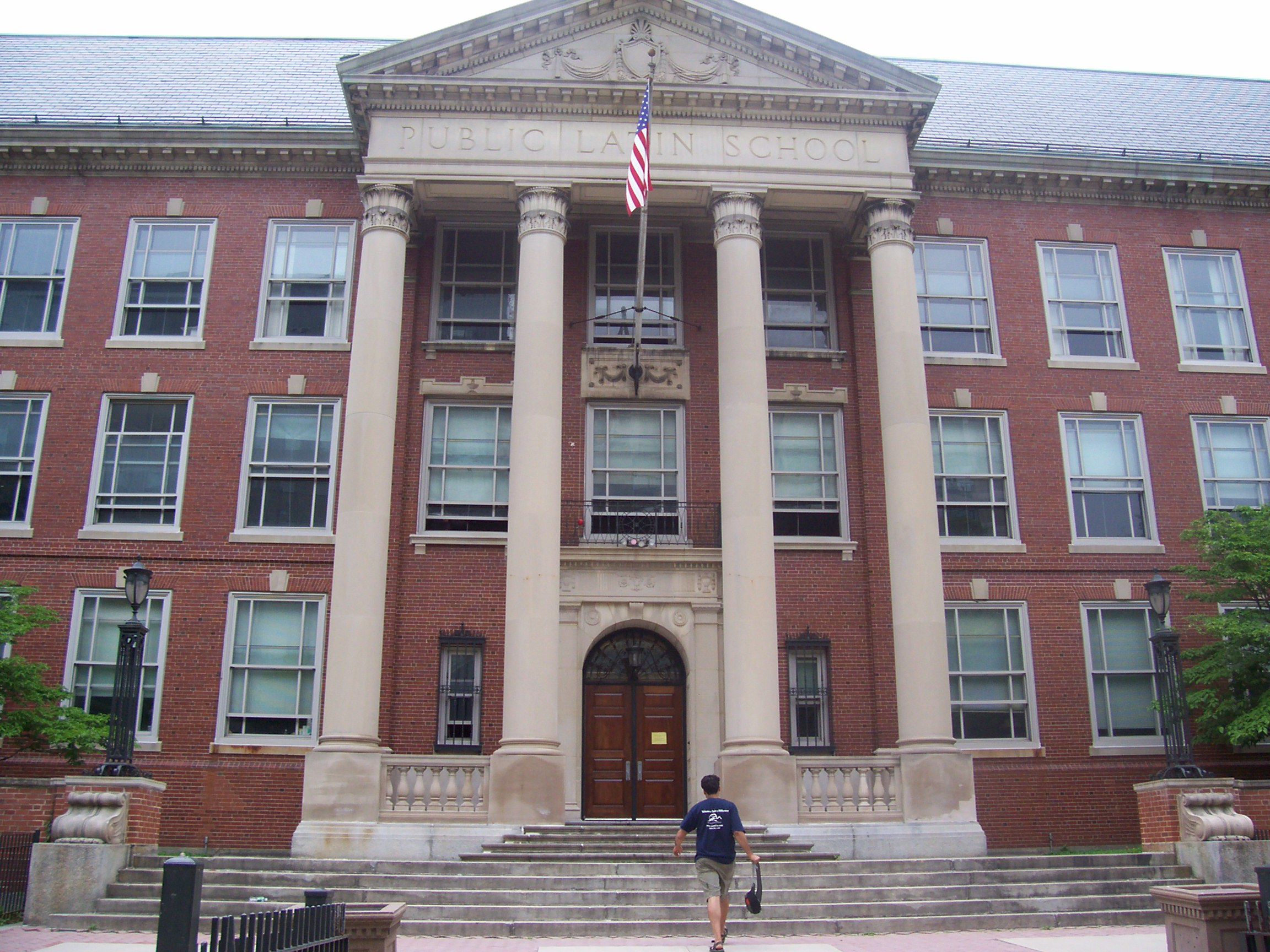
ボストンラテン学校

イギリスをモデルにしたグラマースクールが植民地時代に創立されたが、最初の学校は1635年にラテン語学校として設立されたボストン・ラテン・スクールである。
1647年、マサチューセッツ湾植民地はマサチューセッツ教育法を制定し、グラマースクールを創立するのに少なくとも100世帯の郡区が必要と定めると、同様の法律が他のニューイングランド植民地で続いた。この学校は初めは大学入学の準備として古典言語を若者に教えたが、18世紀半ばまでに多くは実用科目を含むようにカリキュラムを拡大した。にもかかわらず、より実用的な学校との競合により人気が衰えた。「グラマースクール」の名前は、10歳から14歳の子供のための学校に採用され、後には小学校により採用されたが、現在は僅かに使われているのみである。